# 法國國家公園
法國國家公園（法語：Parcs nationaux de France）是法国管理國家公園的公共行政機構，2017年1月1日併入法國生物多樣性局（後法國生物多樣性辦公室）。法國國家公園依2006年4月14日修訂的《環境法》L331-29第11條創建。
法國國家公園的管理委員會（conseil d'administration）由56名成員組成，包括國家、领土集体（大區、省、10名全部或一部位於公園中心的市鎮之議會議員，以及拉沙佩勒-昂瓦尔戈德马與瓦卢伊斯-佩尔武市長）與個人代表。

## 外部連結
- 官方网站